# Інцидент з «Генералом Шерманом»
Інцидент з «Генералом Шерманом» (кор.: хангиль: 제너럴셔먼호 사건) — знищення в 1866 році американського торговельного судна «Генерал Шерман» на річці Тедонган під час невдалої та незаконної спроби екіпажу корабля відкрити торгівлю з ізоляціоністською династією Чосон у Кореї. Зі швидким зростанням західного імперіалізму в Азії в ХІХ столітті азійські країни зазнали дедалі більшого тиску з вимогою припинити свою ізоляціоністську політику. Незважаючи на те, що західні держави насильно відкрили Китай і Японію для зовнішньої торгівлі, Корея довше зберігала свій ізоляціонізм.
Перед тим, як відплисти вгору по річці Тедонган «Генерал Шерман» закупив у Тяньцзіні запаси бавовняного текстилю, олов'яного посуду, дзеркал і скляних виробів. Корейські чиновники повідомили капітану судна, що йому заборонено торгувати в Кореї; ці вказівки були проігноровані. Зрештою регент Девонгун, вважаючи, що «Генерал Шерман» — військовий корабель ВМС Франції з каральною місією помститися за смерть католицьких священників у Кореї, наказав губернатору провінції Пхьонан Пак Кю Су повідомити екіпаж, що якщо вони не покинуть корейські води, їх буде знищено.
Потім екіпаж «Генерала Шермана» відправив шлюпку за фуражем, яка взяла в заручники корейського чиновника І Хьон Іка. Корейський дипломат Пак Кю Су намагався домовитися про його звільнення, в той час як екіпаж цивільних глядачів зібрався навколо «Генерала Шермана», гнівно атакуючи торгове судно. «Генерал Шерман» відповів стріляниною з гармат по цивільних на березі. Тоді корейці направили війська та імпровізований військовий корабель, щоб знищити «Генерала Шерман», але ці зусилля були відбиті. Згодом хвилі вогняних кораблів підпалили торговця.
Екіпаж «Генерала Шермана» зістрибнув з корабля і був убитий розлюченими мирними жителями на березі. Корейські чиновники не поінформували уряд США про інцидент і ухилилися від запитів американських чиновників. Через п'ять років, у 1871 році, Сполучені Штати направили військову експедицію до Кореї, зокрема, щоб з'ясувати долю «Генерала Шермана». Потрапивши в засідку, експедиційний корпус після короткого бою захопив і зайняв кілька корейських фортів. Зрештою корейський уряд припинив свій ізоляціонізм у Японо-Корейському договорі 1876 року.

## Фон

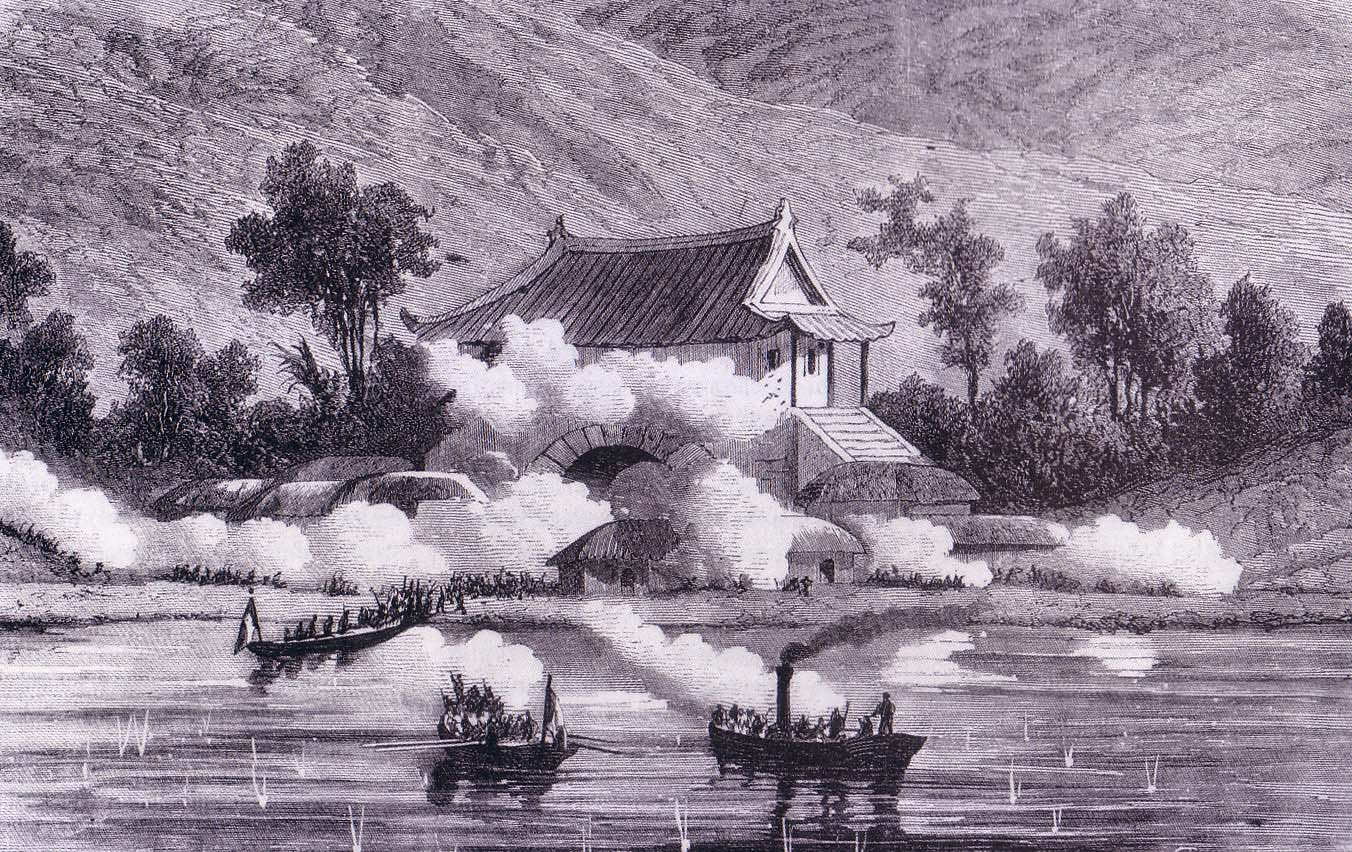
Ілюстрація французької експедиції до Кореї

Регіон Кореї перебував під контролем династії Чосон з 1392 року. У період правління Чосону Корея, відома на Заході як «Королівство відлюдників», прийняла кілька ізоляціоністських політик у відповідь на китайське та японське вторгнення. Ця політика залишалася в силі протягом ХІХ століття, періоду, коли спостерігалося швидке зростання західного імперіалізму в Азії, включаючи опіумні війни, які призвели до відкриття Цінського Китаю для зовнішньої торгівлі.
Посилення впливу Заходу в Азії спонукало до того, що християнські місіонери подорожували до регіону з метою прозаїтизму, що призвело їх до конфлікту з різними азійськими урядами через напруженість, спричинену запровадженням християнства. У Китаї діяльність західних місіонерів опосередковано призвела до Тайпінського повстання, оскільки християнські повстанці під проводом Хун Сюцюаня повстали проти уряду Цін. У відповідь на ці події та на те, що королівська сім'я Чосон сприймала як підривну релігію, регент Хенсон Девонгун у 1866 році розпочав серію переслідувань корейських християн, під час яких убито 8000 осіб, серед них кількох французьких місіонерів. У відповідь французи відправили невдалу експедицію до Кореї, яка підтвердила корейський ізоляціонізм.
Іноземні купці, які намагалися поїхати до Кореї для торгівлі, отримали відсіч місцевих чиновників, хоча корейський уряд намагався підтримувати дружні стосунки із західними державами. Тим часом Сполучені Штати намагалися розширити свій вплив в Азії і в 1854 році змусили японський уряд відкрити Японію для зовнішньої торгівлі. Американські купці сподівалися, що подібний процес може призвести до відкриття Кореї.

## Інцидент

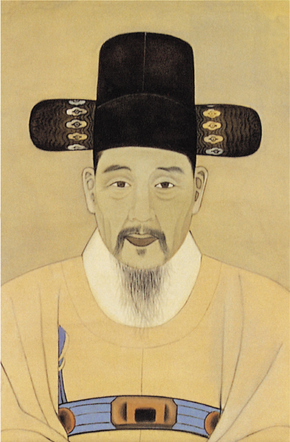
Пак Кю Су

Сповнений рішучості змусити корейський уряд припинити ізоляціонізм, озброєна торгова шхуна «Генерал Шерман», що належала бостонському бізнесмену В. Б. Престону, планувала подорожувати до Кореї. Екіпаж «Генерала Шермана» складався з капітана Пейджа та старшого помічника Вілсона (обидва американці), англійського супервантажника Джорджа Гоґарта та тринадцяти азійських членів екіпажу, до складу яких входили китайський матрос і перекладач Чао Лін Фенґ, два лоцмани з Шаньдуна та десять моряків з Пекіна, Малайї та Південного Китаю (які, можливо, були колишніми солдатами на службі Генрі Андреса Бургевіна). Також на борту були міняйли з Гуанчжоу, валлійський місіонер Роберт Джермейн Томас і Престон.
Перед поїздкою до Кореї екіпаж корабля придбав запаси бавовняного текстилю, олов'яного посуду, дзеркал і скляного посуду в британській торговій фірмі «Mesrs. Meadows and Co.» у Тяньцзіні та вирушив до Яньтая, перш ніж відправитися в корейські води 9 серпня 1866 року. Увійшовши в Тедонган 16 серпня, екіпаж часто зупинявся, щоб Томас роздав Біблії корейським селянам. Корейські офіційні особи неодноразово повідомляли Пейджу, що кораблю не дозволено торгувати в Кореї, на що екіпаж не звертав уваги.
Отримавши звіти про «Генерала Шермана» та його плавання, Девонгун повірив, що торговий корабель був військовим кораблем ВМС Франції, який виконував каральну місію помститися за смерть католицьких священників у Кореї. Він наказав губернатору Пьонгана Пак Кю Су повідомити екіпаж, що якщо вони не підуть, то будуть убиті. Тим часом «Генерал Шерман» сів на мілину, коли приплив спав, неправильно оцінивши глибину річки через тимчасовий дощовий злив. 27 серпня екіпаж відправив шлюпку для пошуку фуражу, яка перехопила джонку, на якому перебував корейський чиновник І Хьон Ік, підлеглий Бака. Екіпаж «Генерала Шермана» взяв у заручники мешканців джонки. Бак спробував домовитися про їхнє звільнення, а екіпаж за звільнення заручників вимагав викуп у вигляді рису, золота, срібла та женьшеню.
Натовп цивільних глядачів, який зібрався біля купецького корабля, який застряг, настільки розлютився ситуацією, що почав атакувати «Генерала Шермана» стрілами, камінням і ракетами Хвача. У хаосі, що виник, корейський солдат Пак Чон Вун захопив шлюпку та врятував І. У відповідь «Генерал Шерман» почав бомбардувати цивільних глядачів зі своїх дванадцятифунтових гармат, убивши сімох. 2 вересня Девонгун відправив корейські війська, оснащені ґнотовими замками, з наказом знищити торговця, який застряг. Корейці спочатку намагалися знищити «Генерала Шермана», побудувавши імпровізований кобуксон, який був захищений металевими листами та коров'ячими шкурами і оснащений прихованою гарматою. Однак гармата кобуксона не змогла пробити броню «Генерала Шермана», і вогонь у відповідь убив члена екіпажу корейського військового корабля.
Після того, як перша атака провалилася, корейці зв'язали разом три невеликі човни, навантажені дровами, селітрою та сіркою, підпалили їх і відправили в дрейф до «Генерал Шермана». Хоча перша трійка брандерів не потрапила в ціль, а друга хвиля відскочила від «Генерал Шермана», третя хвиля підпалила торговця. Екіпаж і пасажири «Генерала Шермана» покинули корабель, але були вбиті розлюченими цивільними глядачами на березі. Смерть Томаса, яка нібито сталася під час спроби передати Біблію своєму вбивці, пізніше була представлена як акт мучеництва. Гармати «Генерала Шермана» були врятовані корейським урядом, який відзначив успішне вирішення інциденту.

## Наслідки

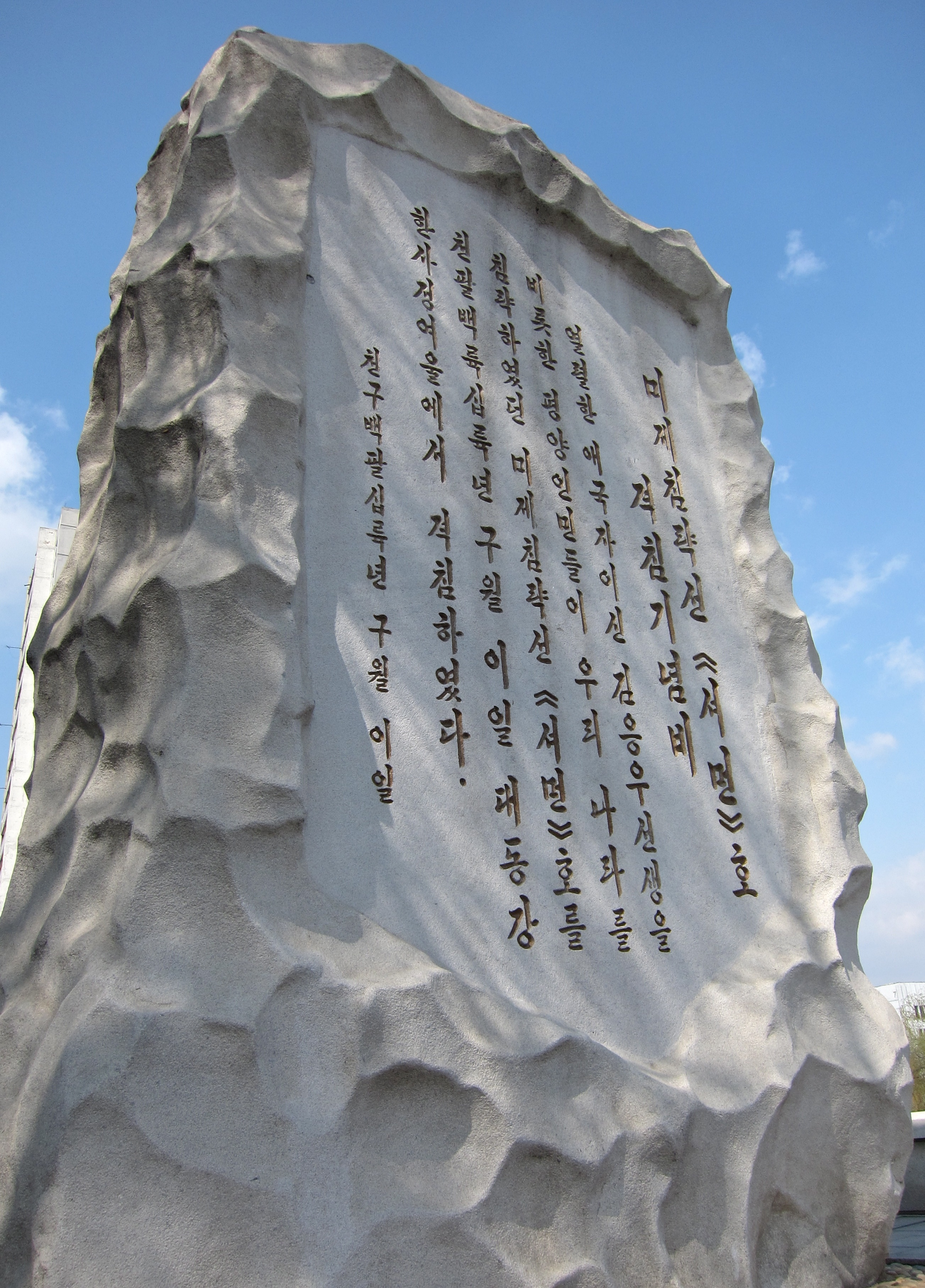
Меморіальна дошка на честь інциденту з «Генералом Шерманом» в Пхеньяні

Після інциденту уряд США залишився не в курсі долі «Генерала Шермана», оскільки корейські офіційні особи утрималися від інформування своїх американських колег про те, що сталося. Частково це сталося через те, що корейський уряд вважав, що «Генерал Шерман» був британським або французьким кораблем, а також через побоювання, що інформування уряду США призведе до каральної експедиції або вимоги репарацій від Сполучених Штатів. Кілька чиновників ВМС США проводили розслідування в Кореї в 1867 і 1868 роках, хоча корейські чиновники ухилялися від своїх запитань щодо «Генерала Шермана». Тим часом французька експедиція до Кореї затьмарила інцидент із «Генералом Шерманом».
У 1871 році Державний департамент США направив Фредеріка Лоу, міністра Сполучених Штатів, до Китаю разом із Азіатською ескадрою ВМС США для розслідування зникнення «Генерала Шермана» та укладання договору з корейським урядом, який відкрив би Корею для зовнішньої торгівлі. До складу експедиції входили п'ять кораблів: фрегат «Колорадо», шлюпи «Аляска» і «Бенісія» і канонерські човни «Монокасі» і «Палос». Нью-Йорк таймс стверджувала, що експедиція створить «детальний звіт про віроломну атаку корейців на наші катери» та виконає «швидке та ефективне покарання варварів».
Експедиція вирушила з Нагасакі 16 травня, прибувши в Інчхон із тижневим запізненням перед тим, як стати на якір на острові Канхва 28 травня. 30 і 31 травня експедиція вступила в контакт з корейськими офіційними особами, які відхилили американські пропозиції вести переговори, зазначивши, що їхній уряд «анітрохи не зацікавлений в торговому договорі». Через два дні, 1 червня, експедиція потрапила в засідку, влаштовану корейськими військами, коли вона пливла вгору по річці Хан, при цьому американці відбили сили, що влаштували засідку. Не отримавши вибачень і не отримавши підтвердження про долю «Генерала Шермана», американська експедиція атакувала та зайняла ряд корейських фортів. Незважаючи на те, що США здобули воєнну перемогу, корейський уряд зберіг свою ізоляціоністську позицію, яка була покладена лише в Японо-Корейському договорі 1876 року.